# Richard Plant
Richard Plant, nacido como Richard Plaut, (Fráncfort del Meno, 22 de julio de 1910 - Nueva York, 3 de marzo de 1998) fue un escritor estadounidense de origen alemán y catedrático de Germanística.

## Vida
Plant nació en 1910 con el nombre de Richard Plaut, hijo del edil Theodor Plaut, en Fráncfort del Meno. Tras la toma de poder por los nazis en Alemania y la posterior persecución de los judíos, incluidos los estudiantes, y de los homosexuales, por el artículo 175 del código penal alemán, Plaut decidió abandonar el país para ir a estudiar a Suiza. En 1935 consiguió el doctorado en la Universidad de Basilea con un trabajo sobre Arthur Schnitzler, siendo sus directores de tesis Eduard Hoffmann-Krayer y Franz Zinkernagel.
A su tesis Arthur Schnitzler als Erzähler le siguió en 1936 un libro infantil, Die Kiste mit dem großen S. («La caja con la gran S»), y en 1938 el Taschenbuch des Films («Libro de bolsillo del cine»). A partir de 1938 se trasladó a Estados Unidos y cambió su apellido a Plant. En 1939 se editó otro libro infantil, S.O.S. Geneva, que editó en colaboración con Oskar Seidlin, en 1948 le siguió The Dragon in the Forest («El dragón en el bosque»). Bajo el seudónimo Stefan Brockhoff publicó novelas de detectives, que publicó bien sólo, bien en colaboración con Seidlin y Dieter Cunz.
En los países de lengua alemana fue conocido sobre todo por sus publicaciones en inglés en la revista Der Kreis–Le Cercle–The Circle, editada den Zúrich, Suiza, bajo el seudónimo Orlando Gibbons y por la publicación en 1986 de su estudio The Pink Triangle: The Nazi War against Homosexuals (traducido al alemán en 1991 como Rosa Winkel. Der Krieg der Nazis gegen die Homosexuellen; «El triángulo rosa: la guerra nazi contra los homosexuales»).
De 1947 a 1973, Plant enseñó en la Universidad de la Ciudad de Nueva York y en ocasiones en la New School for Social Research. Falleció en 1988 a los 87 años en la ciudad de Nueva York.

## Obra (selección)
- Richard Plaut: Arthur Schnitzler als Erzähler, Kornsand, Frankfurt am Main 1935 y Altorfer, Basel 1935
- Richard Plaut: Die Kiste mit dem großen S. Eine Geschichte für die Jugend, Sauerländer, Aarau 1936
- Richard Plaut: Taschenbuch des Films, A. Züst, Zürich 1938
- Richard Plant: S.O.S. Geneva, Viking Press, New York 1939 – junto con Oskar Seidlin
  - en alemán.: Plaut/Seidlin: S.O.S. Genf. Ein Friedensbuch für Kinder, Humanitas, Zürich 1940
- Richard Plant: The Dragon in the Forest, Doubleday, New York 1948
- Richard Plant: The Pink Triangle: The Nazi War against Homosexuals, H. Holt, New York 1986, ISBN 9780805006001 (como TB, 1988) 
  - en alemán.: Rosa Winkel. Der Krieg der Nazis gegen die Homosexuellen, Campus, Frankfurt a.M. y New York 1991, ISBN 3593344203

– Para sus novelas de detectives, véase Stefan Brockhoff. –